# Nannosalarias nativitatis
Nannosalarias nativitatis és una espècie de peix de la família dels blènnids i de l'ordre dels perciformes.

## Morfologia
- Els mascles poden assolir 5 cm de longitud total.[1][2]

## Reproducció
És ovípar.

## Hàbitat
És un peix marí de clima tropical i associat als esculls de corall que viu entre 4-12 m de fondària.

## Distribució geogràfica
Es troba des de l'Illa Christmas fins a Samoa, les Illes Ryukyu, el sud de la Gran Barrera de Corall, Tonga i Pohnpei (Micronèsia).